# Hellboy
Hellboy är en fiktiv gestalt, skapad av Mike Mignola som först figurerade i serietidningar från Dark Horse Comics. Rollfiguren förekom för första gången i San Diego Comic-Con Comics #2 (1993) och har sedan dess figurerat i flera miniserier och one-shots. Hellboy är en demon som strider för den amerikanska regeringen mot mörka krafter som nazister och Baba-Jaga i en serie av berättelser med rötter från folksagor, kiosk- och skräcklitteratur.
Två filmer som bygger på serien har spelats in: Hellboy (2004) och Hellboy II: The Golden Army (2008). Ron Perlman har huvudrollen som Hellboy i båda filmerna. Även två animerade filmer har gjorts, Hellboy: Sword of Storms och Hellboy: Blood and Iron, som släpptes direkt till DVD.

## Historik
Serien publicerades för första gången 1993 i San Diego Comic Con Comics #2 (Dark Horse Comics). Det första avsnittet var tecknat av Mike Mignola med manus av John Byrne. Senare började Mignola även skriva egna manus och nuförtiden är det flera olika som tecknar och skriver serien.

## Handling
23 december 1944 genomför nazisterna ett ockult experiment, Projekt Ragna Rok, på en ö utanför Skottlands kust. Experimentets syfte är att frammana en demon som ska vända deras motgångar i kriget. Projektet leds av den onde Grigori Rasputin. Experimentet verkar dock misslyckas eftersom ingen demon visar sig men Rasputin hävdar motsatsen. På en annan plats, East Bromwich i England, har de allierade samlat en styrka, ledd av professor Trevor Bruttenholm, i tron om att det var där nazisterna skulle genomföra sitt experiment. Plötsligt inträffar en explosion och när röken lagt sig hittar de en liten röd pojkliknade demon med svans och en groteskt stor högerhand som verkar vara av sten. De döper honom till Hellboy och tar med honom till USA.
Hellboy växer upp (väldigt fort) på en amerikansk flygbas där Trevor Bruttenholm tar hand om honom. 1952 började han arbeta för Byrån för paranormal forskning och försvar (Bureau for Paranormal Research and Defense, förkortas BPRD på engelska) som en agent.
Hellboy löser tillsammans med sina kollegor olika fall med paranormal anknytning, ofta med inslag av olika mytologier och folktro. Varelser som förekommit i serien är till exempel Baba-Jaga, Hekate, vampyrer, spöken och Kappa.

### Ödets hand
Hellboys högra hand, även känd som "Ödets hand", sägs spela en avgörande roll i den kommande apokalypsen. Hellboy själv är dock inte intresserad av att sprida död och förstörelse åt mänskligheten.

## Andra medier

### Film
En film baserad på serien gjordes av regissören Guillermo del Toro 2004 med namnet Hellboy. Uppföljaren Hellboy II: The Golden Army hade premiär 2008 och regisseras även av del Toro.

### Animerad film
Det har kommit två animerade filmer med Hellboy i huvudrollen: Hellboy: Sword of Storms och Hellboy: Blood and Iron. Båda filmerna är baserade på avsnitt från serien.

### Dator- och TV-spel
Ett datorspel med Hellboy i huvudrollen har gjorts och har namnet Hellboy: Asylum Seeker.
Samt är han en DLC (Downloadable content) i fighting spelet Injustice 2

### Rollspel
Hellboy Sourcebook and Role Playing Game med GURPS rollspelsystems gavs ut av Steve Jackson Games i augusti 2002.

### Konstbok
- Mignola, Mike (Mars 2003): The Art of Hellboy

### Samlade tecknade berättelser
1. Mignola, Mike Hellboy: Seed of Destruction
2. Mignola, Mike Hellboy: Wake the Devil
3. Mignola, Mike Hellboy: The Chained Coffin and Others
4. Mignola, Mike Hellboy: The Right Hand of Doom
5. Mignola, Mike Hellboy: Conqueror Worm
6. Mignola, Mike Hellboy: Strange Places
7. Mignola, Mike Hellboy: The Troll Witch and Others
8. Mignola, Mike Hellboy: Darkness Calls
9. Mignola, Mike Hellboy: The Wild Hunt

- B.P.R.D.: Hollow Earth and Other Stories
- B.P.R.D.: The Soul of Venice and Other Stories
- B.P.R.D.: Plague of Frogs
- B.P.R.D.: The Dead
- B.P.R.D.: The Black Flame
- B.P.R.D.: The Universal Machine

## Svensk publicering
I Sverige har Hellboy publicerats i tidningen Nemi och i ETC Comics. Översättare är Mikke Schirén.